# Stazione di Hattori-Tenjin
La stazione di Hattori-Tenjin (服部天神駅?, Hattori-Tenjin-eki) è una stazione delle Ferrovie Hankyū sulla linea Takarazuka situata a Toyonaka. Le due banchine non sono collegate fra loro, pertanto è necessario attraversare i passaggi a livello situati ai margini della stazione.

## Storia
La stazione è stata rinominata da Hattori al nome attuale nel dicembre 2013.